# Blastemanthus grandiflorus
Blastemanthus grandiflorus är en tvåhjärtbladig växtart. Blastemanthus grandiflorus ingår i släktet Blastemanthus och familjen Ochnaceae.

## Underarter
Arten delas in i följande underarter:
- B. g. grandiflorus
- B. g. sprucei